# Annika Roloff
Annika Roloff (ur. 10 marca 1991) – niemiecka lekkoatletka specjalizująca się w skoku o tyczce, olimpijka.
Na mistrzostwach Europy juniorów w 2009 nie zaliczyła żadnej wysokości, a w 2011 podczas młodzieżowych mistrzostw Europy zdobyła brązowy medal. Jedenasta zawodniczka mistrzostw Europy w Amsterdamie (2016) oraz dziesiąta na halowych mistrzostwach Starego Kontynentu (2017).
Medalistka mistrzostw Niemiec oraz mistrzostw NCAA.
Rekordy życiowe: stadion – 4,60 (28 czerwca 2016, Landau); hala – 4,51 (3 lutego 2017, Poczdam).

## Osiągnięcia
| Rok  | Impreza                        | Miejsce        | Lokata            | Wynik |
| ---- | ------------------------------ | -------------- | ----------------- | ----- |
| 2009 | Mistrzostwa Europy juniorów    | Nowy Sad       | –                 | NH    |
| 2011 | Młodzieżowe mistrzostwa Europy | Ostrawa        | 3. miejsce        | 4,40  |
| 2013 | Młodzieżowe mistrzostwa Europy | Tampere        | el. – 13. miejsce | 4,05  |
| 2016 | Mistrzostwa Europy             | Amsterdam      | 11. miejsce       | 4,35  |
| 2016 | Igrzyska olimpijskie           | Rio de Janeiro | el. – 21. miejsce | 4,45  |
| 2017 | Halowe mistrzostwa Europy      | Belgrad        | 10. miejsce       | 4,40  |